# Гэнфо
Гэнфо (в Эфиопии и Эритрее также известно как Га’ат) (амх. ገንፎ, gänəfo; оромо marqaa; тигринья ጛኣት га'ат) — блюдо эфиопской и эритрейской кухни, жёсткая и густая каша с отверстием и соусом в середине, которую обычно едят на завтрак. Обычно эфиопские рестораны подают только обед и ужин, а потому редко где можно найти ресторан, где подают гэнфо.
Гэнфо готовят из ячменной муки, в диаспоре используют пшеничную или иногда кукурузную муку. Перед приготовлением муку обжаривают в сухом виде, затем добавляют в кипящую воду и непрерывно помешивают до получения однородной и очень густой массы. Полученная каша получается жёсткой и немного липкой. Затем в центре блюда создают углубление и заполняют топлёным маслом с приправами нитер киббе (в Эритрее также известно как тесми) и бербере. Готовое блюдо подают в чистом виде или с йогуртом по бокам. Кашу можно есть руками или с помощью приборов, чаще предпочитается второй вариант.